# ロード・オブ・ザ・リング (2001年の映画)
『ロード・オブ・ザ・リング』（原題：The Lord of the Rings: The Fellowship of the Ring）は、2001年の叙事詩的ファンタジーアドベンチャー映画。J・R・R・トールキンの『指輪物語』の第1部である1954年の小説『旅の仲間』を原作とした、映画「ロード・オブ・ザ・リング」三部作の第1作目である。ピーター・ジャクソンが監督、フラン・ウォルシュ、フィリッパ・ボウエン、ジャクソンが脚本を務め、イライジャ・ウッド、イアン・マッケラン、リヴ・タイラー、ヴィゴ・モーテンセン、ショーン・アスティン、ケイト・ブランシェット、ジョン・リス＝デイヴィスらが出演する。絶大な力を秘めた「一つの指輪」をめぐり、選ばれし旅の仲間9人と、冥王復活を目論む闇の軍勢との戦いと冒険を描く。
初公開時には全世界で8億8,000万ドルの興行収入を記録し、2001年の興行収入第2位、歴代興行収入第5位となった。その後の再公開を経て、2021年時点での興行収入は8億9,700万ドルを超えている。アカデミー賞では13部門にノミネートされ、そのうち撮影賞、作曲賞、メイクアップ賞、視覚効果賞の4部門で受賞した。
2002年には『二つの塔』、2003年には『王の帰還』が公開された。

## ストーリー
遠い遠い昔、闇の冥王サウロンは密かに、世界を滅ぼす魔力を秘めた“ひとつの指輪”を作り出した。サウロンは自らの残忍さ、邪悪さ、そして生きるものすべてを支配したいという欲望を、この指輪に注ぎ込んだのだ。やがて「中つ国（ミドル・アース）」の自由な地は、指輪の力をふるうサウロンの手に落ちていった。激しい戦火の中、勇気ある者たちがサウロンの支配に次々と立ち向かい、ひとりの勇者、イシルドゥアがサウロンの指を切り落とすことに成功した。サウロンが敗れたのだ。しかしイシルドゥアは指輪を破壊せず自らのものとし、悪を永久に滅ぼす唯一の機会を失った。そして指輪はイシルドゥアを裏切り、死に追いやる。その後、指輪は時と共に所有者を変え、所在を変え、いつしか伝説、そして神話となった。
時は中つ国第3紀。ホビット庄は、ビルボ・バギンズの111歳の誕生日を祝うために大騒ぎだった。ビルボの旧友、魔法使いガンダルフも訪れ、2人は久し振りの再会を喜んだ。ところがこの日を境に旅に出ることを決心していたビルボは、皆の前で誕生日のスピーチをするも、「今日でお別れです」との言葉とともにポケットに入れていた不思議な指輪をはめ、突然姿を消してしまった。懸念を抱いたガンダルフは ビルボの部屋で彼を待ち構える。「魔法の指輪を軽く見るな、その指輪は残していけ」と説得されたビルボはついに指輪を手放して出立し、指輪はビルボの養子フロドに託されることとなった。そしてガンダルフは指輪の秘密を探る旅に出る。しばらくの時を経て、ガンダルフはフロドのもとへ戻ってくる。隠してあった指輪をフロドから受け取ったガンダルフは、燃えさかる暖炉の火に指輪を投げ込んだ。するとそこには今まで見えなかった文字が浮かび上がる。それはエルフ文字で書かれた闇の国の言葉だった。この指輪こそが冥王サウロンの指輪だったのだ。サウロンの魂は指輪とともに生き残り、全世界を再び闇の支配下に置くため、指輪を全力をかけて探しているという。そしてすでに、指輪がフロドの手にあることまで嗅ぎ付けていた。指輪を破壊する唯一の方法は、モルドール国の滅びの山の火口“滅びの罅裂（かれつ）”に指輪を投げ込むしかない。ガンダルフはフロドに、半エルフのエルロンドが主をつとめる裂け谷の館へ旅立つように指示する。フロドは、バギンズ邸の庭師であり親友のサムワイズ・ギャムジー（サム）と共に村を出た。一方ガンダルフは白の賢者サルマンに助言を求めるため旅立つ。フロドたちは途中、友人のホビット メリアドク・ブランディバック（メリー）とペレグリン・トゥック（ピピン）に出会い、ガンダルフと落ち合うことを約束したブリー村に共に向かう。村の宿屋で一行は一人の放浪者と出会う。フロドは彼に「これ以上、ガンダルフを待っても無駄だ。奴らは向ってきている」と告げられる。アラゴルンと名乗った放浪者は、ホビットたちの危険な使命のことを把握していた。夜間、敵の奇襲をかわした五人は裂け谷へと向かう。
旅に明るく、剣の達人でもあるアラゴルンを加え、フロド一行の旅は順調に進むと思えた。しかしある夜野営を行った場所で、一行はサウロンの下僕の指輪の幽鬼、黒の乗手ナズグルに急襲され、フロドは左肩を負傷する。呪いの剣で傷つけられた傷は エルフの霊薬でないと治らない。フロドの体がどんどん冷たくなっていくなか、エルフの姫アルウェンがフロドを迎えに来る。アルウェンはフロドを馬に乗せ、黒の乗手を振り切りエルロンドの館へ急ぐ。館の一室。フロドが目を覚ますと そこにはガンダルフ、そしてビルボがいた。ガンダルフはサルマンに助言を求めに行ったのだが、そこでサルマンの裏切りを目の当たりにしてしまう。彼は新種のオーク、ウルク＝ハイの軍隊を作り、指輪を手に入れようとしているのだ。捕らえられたガンダルフは、旧友の巨大鷲グワイヒアの助けで脱出。裂け谷へ先行したのだった。中つ国の危機に対処すべく、エルロンドはあらゆる種族の仲間を集め会議を開いた。ドワーフ族、エルフ族、指輪を持つフロドを始めとするホビット族。人間の参加者には、南方のゴンドール国より訪れたゴンドールの執政の長男ボロミアもいた。各々は指輪の処置について激しい論争を繰り広げる。その中でアラゴルンがゴンドールの正当なる王位継承者であり、指輪の宿命を背負う立場にあることが明らかにされた。フロドは自分が“滅びの罅裂”があるモルドールに行って指輪を破壊すると宣言する。一同もそれに賛同し、指輪所持者を助ける指輪隊を編成する運びになる。アラゴルン、ボロミア、エルフのレゴラス。ドワーフのギムリ、ホビットのサム、メリー、ピピン、そしてガンダルフ。こうして9人の“旅の仲間”が結成された。そしてフロドはビルボより、かつてビルボが使用したエルフの短剣とミスリルの胴着を譲り受け、長い旅に出たのであった。
指輪をめぐり選ばれた9人の旅は過酷なものであった。サルマンの手による妨害のため、一行は危険な坑道“モリア”を通ることになる。モリアはかつてドワーフの住む美しい宮殿であったが、今やオークに支配されまるで墓場のように荒廃していた。敵に気取られないよう慎重に進むが、ピピンは好奇心から井戸にもたれていた死骸に手を触れてしまった。たちまち死骸の頭が井戸の中に転がり落ち大きな音が響き渡る。一瞬の静寂の後、不気味な音が響き渡り、続いてオークの金切り声が聞こえる。 一同は襲ってくるオークに力を合わせ立ち向かうが、巨大なトロルだけは一目散にフロドに襲いかかる。フロドは槍で突かれるが、ビルボより譲り受けたミスリルの胴着のおかげで一命をとりとめた。トロルはどうにか退治したが、洞窟にはまだ無数のオークが潜んでいる。一同は出口へと続くカザド＝ドゥムの橋へ急ぎ、中央が崩れ落ちた狭い階段を次々と飛び移った。その間もオークの攻撃はやまない。殿のガンダルフは全員が階段を飛び移ったのを見送ると、さらに追ってくる悪鬼バルログと向かい合った。「ここは断じて通さぬ!」とガンダルフは杖を橋に突き立てた。橋は崩れ落ち バルログは裂け目に落ちていくが、そのバルログが放った火の鞭に捕まり、ガンダルフは橋の横手に宙吊りになってしまう。フロドは助けようとするが、ガンダルフはそれを拒み裂け目に落ちていってしまった。一行は悲しみに打ちひしがれる。しかし立ち止まっている時間はない。
モリアを脱出した後、彼らはエルフの森ロスロリアンにたどり着き、ロスロリアンの奥方ガラドリエルによってかくまわれる。ガラドリエルは過去、現在、そして未来を映しだす不思議な水鏡を持ち、それをフロドに見せてくれた。水鏡の中に、ホビット庄が闇の軍勢に征服された光景や、サウロンの視線を目の当たりにして怖気づくフロドを、ガラドリエルは「あなたは選ばれた指輪の持ち主なのです。どんな小さな存在でも、未来の行く末を変える力は持っているのです」と勇気づける。そしてエルフに最も愛されているという星の明かりが入った玻璃（＝ガラス）の瓶をフロドに渡した。フロドたちはエルフの小船で大河アンドゥインを下り旅を続ける。川岸に船を隠し夜になるのを待っていると、一人でいたフロドにボロミアが近づいてきた。サウロンの最も強い圧力にさらされているゴンドールを救う手段を、強大な力を持つ指輪に見出していたボロミアは次第に我を失い、フロドに襲い掛かった。闇の奴らに見つかる前に、指輪を俺に渡せと。フロドはもがきながら指輪をはめて姿を消し、ボロミアから逃れた。ボロミアはフロドを罵倒するが、ふと我に返り自分がしてしまったことに気付き泣き崩れる。怖くなって指輪をはずしたフロドをアラゴルンが見つけるが、指輪の魔力にとりつかれたボロミアを目の当たりにしたフロドは、もうアラゴルンすら信じられなくなってしまう。だが、アラゴルンは指輪の魔力に屈することなくフロドに指輪を収めさせる。そして、単独で旅を成し遂げるというフロドの覚悟を受け入れるのだった。その時、アラゴルンはフロドの剣が青い光を放っていることに気付き、オークの首領・ラーツが率いる大群が近づいていることを悟る。オークらとの乱戦の中、メリーとピピンもフロドの覚悟を察し、囮役を命がけで引き受ける。ボロミアは正気を取り戻し、メリーらを救おうと奮戦するが、ラーツが放った矢を受けて膝を屈し、メリーらは連れ去られてしまう。
そこへ駆け付けたアラゴルンはラーツと対決し見事討ち倒すも、ボロミアは今際の際であった。指輪の魔力に屈した自身の弱さを謝罪するボロミアへ、アラゴルンは王としての責務を果たすことを約束すると、ボロミアは「我らの首領、我らの王よ」との言葉を残し、安らかに息を引き取った。フロドは一人で滅びの山に旅立とうとしていたが、サムが一人では行かせないと駆け付ける。拒否するフロドだったが、サムが自分にもガンダルフと約束したフロドを守るという使命があると決意を語ると、フロドはその決意を受け入れ共に行くことを許諾し、二人で旅をすることとなる。ラーツの軍勢を倒したアラゴルン、レゴラス、ギムリら三人は、メリーらの救出とフロドらの旅の障害となるサウロンの目を自身らに向けさせるため、戦いの旅を続けることを決意する。

## キャスト
- フロド・バギンズ : イライジャ・ウッド（日本語吹替版：浪川大輔）
- サムワイズ・ギャムジー（サム） : ショーン・アスティン（谷田真吾）
- ペレグリン・トゥック（ピピン） : ビリー・ボイド（飯泉征貴）
- メリアドク・ブランディバック（メリー） : ドミニク・モナハン（村治学）
- ガンダルフ : イアン・マッケラン（有川博）
- アラゴルン : ヴィゴ・モーテンセン（大塚芳忠）
- レゴラス : オーランド・ブルーム（平川大輔）
- ギムリ : ジョン・リス＝デイヴィス（内海賢二）
- ボロミア : ショーン・ビーン（小山力也）
- ガラドリエル : ケイト・ブランシェット（塩田朋子）
- サルマン : クリストファー・リー（家弓家正）
- エルロンド : ヒューゴ・ウィーヴィング（菅生隆之）
- アルウェン : リヴ・タイラー（坪井木の実）
- ビルボ・バギンズ : イアン・ホルム（山野史人）
- ケレボルン : マートン・チョーカシュ（家中宏）
- ハルディア : クレイグ・パーカー（安井邦彦）
- ゴラム : アンディ・サーキス（長島雄一）
- オソ・サックヴィル＝バギンズ : ピーター・コリンガム（『SEE』のみ）
- ロベリア・サックヴィル＝バギンズ : エリザベス・ムーディ（水原リン）（『SEE』のみ）
- バーリマン・バタバー : デビッド・ウィーザリー（緒方賢一）
- ブリー村の門番 : マーティン・サンダーソン（益富信孝）
- マゴット : キャメロン・ローズ（斎藤志郎）
- ラーツ : ローレンス・マコーレ（平尾仁）
- サウロン : サラ・ベイカー
- その他（廣田行生、中谷一博、植松りか、吉田裕秋、矢嶋俊作、西前忠久、増岡太郎、中村謙吾、内山昂輝、宮里駿、青木千奈美、鈴木里彩、木村優梨香、藤本はるか、桜瀬まり、市川まゆ美、高越昭紀、安奈ゆかり、原奈津季）

## スタッフ
- 監督・製作 : ピーター・ジャクソン
- コンセプトアートデザイナー : アラン・リー、ジョン・ハウ
- VFX : WETAデジタル、デジタル・ドメイン、アニマル・ロジック
- 音楽 : ハワード・ショア
- 主題歌 : エンヤ「メイ・イット・ビー」
- 日本語吹き替え版翻訳：平田勝茂
- 日本語字幕版翻訳：戸田奈津子

## 商品

### DVD
コレクターズ・エディション
品番：PCBH-50062
2枚組（本篇Disc・特典Disc共に片面2層）。本篇Disc・特典Disc共にスーパーピクチャーレーベル仕様。初回生産分のみブックケース入りデジパック仕様。
スペシャル・エクステンデッド・エディション
品番：PCBH-50063
4枚組（本編Disc1,2・特典Disc1,2共に片面2層）。本篇ディスクには、劇場未公開映像を約40分追加した特別版本篇を収録。特典ディスクには、「コレクターズ・エディション」と重複しない、新たな特典映像を収録。ハードケース入りデジパック仕様。
コレクターズ・エディション トリロジーBOXセット
品番：PCBH-60004
6枚組。収録されるDVDの内容・仕様は、第1部 - 第3部「コレクターズ・エディション」と同一。
スペシャル・エクステンデッド・エディション トリロジーBOXセット
品番：PCBH-60005
12枚組。収録されるDVDの内容・仕様は、第1部 - 第3部「スペシャル・エクステンデッド・エディション」と同一。
公式ライセンスジュエリーが株式会社アイ・ケイによって製造販売されている。

### Blu-ray
トリロジーBOXセット
品番：
6枚組。収録される内容は、第1部 - 第3部の「コレクターズ・エディション」。特典ディスクはDVD。
エクステンデッド・エディション トリロジーBOX
品番：
15枚組。収録される内容は、第1部 - 第3部「スペシャル・エクステンデッド・エディション」。日本初登場のDVD3枚を含む特典DVD9枚を収録。